# FN EVOLYS
Az FN EVOLYS egy modern könnyű géppuska, amelyet 2021-ben mutatott be a nagy múltú belga fegyvergyártó: az FN Herstal. Az EVOLYS 5,56×45 mm NATO és 7,62×51 mm NATO kaliberben gyártják. A fegyver kialakítása során háromdimenziós nyomtatást, különféle polimereket és könnyű fémötvözeteket is használnak, így az EVOLYS a világ egyik legkisebb tömegű géppuskája: mintegy 30%-kal könnyebb, mint az elődjének tekinthető FN Minimi. Az EVOLYS 5,56 mm-es változata 5,5 kg, a 7,62 mm-es csupán 6,2 kg. Elméleti tűzgyorsasága 750 lövés percenként, legnagyobb hatásos lőtávolsága a kisebb kaliber esetén 800 méter, nagyobb kaliber esetében 1000 méter.
A fegyver érdekessége, hogy oldalsó táplálású, vagyis nincs szükség a tokfedél felhajtásához a heveder behelyezése érdekében. A fegyver felső része tehát teljesen fix, ami megkönnyíti a különböző optikai irányzékok alkalmazását.
Az amerikai különleges erők által kedvelt 6.5mm Creedmoor and .260 Remington lőszerek tüzelésére is alkalmassá fogják tenni az EVOLYS géppuskát a gyártó tervei szerint.
Mivel nagyon új konstrukcióról van szó, így egyelőre csak a francia különleges erők rendeltek belőle, de több ország hadereje is vizslája, teszteli az EVOLYS géppuskákat esetleges rendszeresítés céljából.

## Összehasonlítás más korszerű géppuskákkal

### 7,62 milliméteres változat
| Jellemzők               | FN Minimi Mk3   | FN EVOLYS       | H&K MG5                |
| ----------------------- | --------------- | --------------- | ---------------------- |
| Lőszer                  | 7,62×51 mm NATO | 7,62×51 mm NATO | 7,62×51 mm NATO        |
| Hosszúság               | 1015 mm         | 1025 mm         | 1160 mm                |
| Csőhossz                | 422 mm          | 406 mm          | 550 mm                 |
| Tömeg                   | 8,8 kg          | 6,2 kg          | 11,2 kg                |
| Elméleti tűzsebesség    | 800 lövés/perc  | 750 lövés/perc  | 640/720/800 lövés/perc |
| Max. hatásos lőtávolság | 1000 m          | 1000 m          | 1000 m                 |

### 5,56 milliméteres változat
| Jellemzők               | FN Minimi Mk3   | FN EVOLYS       | H&K MG4         |
| ----------------------- | --------------- | --------------- | --------------- |
| Lőszer                  | 5,56x45 mm NATO | 5,56x45 mm NATO | 5,56x45 mm NATO |
| Hosszúság               | 939 mm          | 950 mm          | 1030 mm         |
| Csőhossz                | 349 mm          | 355 mm          | 450 mm          |
| Tömeg                   | 8,8 kg          | 5,5 kg          | 8,2 kg          |
| Elméleti tűzsebesség    | 800 lövés/perc  | 750 lövés/perc  | 830 lövés/perc  |
| Max. hatásos lőtávolság | 800 m           | 800 m           | 800 m           |